# Eliminacje do Mistrzostw Europy w Piłce Nożnej 2008/Grupa E
27 stycznia 2006 odbyło się losowanie grup eliminacyjnych Euro 2008. 50 zespołów narodowych, które biorą udział w tych rozgrywkach zostało podzielonych przez UEFA na sześć koszyków po siedem drużyn oraz jeden, w którym jest ośmiu uczestników. Do grupy E zostały rozlosowane następujące drużyny:
- Anglia
- Chorwacja
- Rosja
- Izrael
- Macedonia Północna
- Estonia
- Andora

Eliminacje w grupie E rozpoczęły się 16 sierpnia 2006 a skończyły się 21 listopada 2007.

## Tabela
| Drużyna            | Pkt | M  | Z | R | P  | Br+ | Br- | +/- |
| ------------------ | --- | -- | - | - | -- | --- | --- | --- |
| Chorwacja          | 29  | 12 | 9 | 2 | 1  | 28  | 8   | +20 |
| Rosja              | 24  | 12 | 7 | 3 | 2  | 18  | 7   | +11 |
| Anglia             | 23  | 12 | 7 | 2 | 3  | 27  | 7   | +17 |
| Izrael             | 23  | 12 | 7 | 2 | 3  | 20  | 12  | +8  |
| Macedonia Północna | 14  | 12 | 4 | 2 | 6  | 12  | 12  | 0   |
| Estonia            | 7   | 12 | 2 | 1 | 9  | 5   | 21  | -16 |
| Andora             | 0   | 12 | 0 | 0 | 12 | 2   | 42  | -40 |

Uwagi:
Do finałów ME 2008 awansowały:
- Chorwacja
- Rosja

Bez awansu pozostały:
- Anglia
- Izrael
- Macedonia Północna
- Estonia
- Andora

## Wyniki
| 16 sierpnia 2006 17:00 CET | Estonia | 0:1en | Macedonia Północna · Goce Sedłoski 73' | A. Le Coq Arena, Tallinn · Widzów: 7 500 · Sędzia: Kris Jakobsson ( Islandia) · |
|                            |         |       |                                        |                                                                                 |

| 2 września 2006 18:00 CET | Anglia · Peter Crouch 5' 66' · Steven Gerrard 13' · Jermain Defoe 38' 47' | 5:0en | Andora | Old Trafford, Manchester · Widzów: 56 290 · Sędzia: Bernhard Brugger ( Austria) · |
|                           |                                                                           |       |        |                                                                                   |

| 2 września 2006 20:30 CET | Estonia | 0:1en | Izrael · Roberto Colautti 8' | A. Le Coq Arena, Tallinn · Widzów: 7 800 · Sędzia: Johan Verbist ( Belgia · |
|                           |         |       |                              |                                                                             |

| 6 września 2006 17:00 CET | Rosja | 0:0en | Chorwacja | Stadion Lokomotiwu, Moskwa · Widzów: 27 500 · Sędzia: Manuel Mejuto González ( Hiszpania) · |
|                           |       |       |           |                                                                                             |

| 6 września 2006 19:00 CET | Izrael · Josi Benajun 9' · Amit Ben-Shushan 11' · Szimon Gerszon 43' (k) · Toto Tamuz 69' | 4:1en | Andora · Juli Fernández 84' | Stadion de Goffert, Nijmegen · Widzów: 0 · Sędzia: Siniša Zrnić ( Bośnia i Hercegowina) · |
|                           |                                                                                           |       |                             |                                                                                           |

| 6 września 2006 21:00 CET | Macedonia Północna | 0:1en | Anglia · Peter Crouch 46' | Stadion Miejski, Skopje · Widzów: 16 500 · Sędzia: Bertrand Layec ( Francja) · |
|                           |                    |       |                           |                                                                                |

| 7 października 2006 17:00 CET | Rosja · Andriej Arszawin 5' | 1:1en | Izrael · Amit Ben-Shushan 84' | Stadion Dynamo, Moskwa · Widzów: 22 000 · Sędzia: Florian Meyer ( Niemcy) · |
|                               |                             |       |                               |                                                                             |

| 7 października 2006 18:00 CET | Anglia | 0:0en | Macedonia Północna | Old Trafford, Manchester · Widzów: 72 062 · Sędzia: Markus Merk ( Niemcy) · |
|                               |        |       |                    |                                                                             |

| 7 października 2006 20:15 CET | Chorwacja · Mladen Petrić 12' 37' 48' 50' · Ivan Klasnić 58' · Boško Balaban 62' · Luka Modrić 83' | 7:0en | Andora | Maksimir, Zagrzeb · Widzów: 20 000 · Sędzia: Anthony Zammit ( Malta) · |
|                               | |       |        |                                                                        |

| 11 października 2006 15:00 CET | Andora | 0:3en | Macedonia Północna · Goran Pandew 13' · Nikołcze Noweski 16' · Iłczo Naumoski 31' | Estadio Comunal, Andora · Widzów: 300 · Sędzia: Lasza Silagawa ( Gruzja) · |
|                                |        |       |                                                                                   |                                                                            |

| 11 października 2006 17:00 CET | Rosja · Pawieł Pogriebniak 78' · Dmitrij Syczow 90' | 2:0en | Estonia | Stadion Pietrowski, Petersburg · Widzów: 21 500 · Sędzia: Eric Braamhaar ( Holandia) · |
|                                |                                                     |       |         |                                                                                        |

| 11 października 2006 20:00 CET | Chorwacja · Eduardo 61' · Gary Neville 68' (sam) | 2:0en | Anglia | Maksimir, Zagrzeb · Widzów: 38 000 · Sędzia: Roberto Rosetti ( Włochy) · |
|                                |                                                  |       |        |                                                                          |

| 15 listopada 2006 17:00 CET | Macedonia Północna | 0:2en | Rosja · Władimir Bystrow 18' · Andriej Arszawin 32' | Stadion Miejski, Skopje · Widzów: 16 000 · Sędzia: Paul Allaerts ( Belgia) · |
|                             |                    |       |                                                     |                                                                              |

| 15 listopada 2006 18:00 CET | Izrael · Roberto Colautti 8' 89' · Josi Benajun 68' | 3:4en | Chorwacja · Darijo Srna 35' (k) · Eduardo 39' 54' 72' | Stadion Ramat Gan, Ramat Gan · Widzów: 38 000 · Sędzia: Eduardo Itturralde González ( Hiszpania) · |
|                             |                                                     |       |                                                       | |

| 24 marca 2007 19:30 CET | Estonia | 0:2en | Rosja · Władimir Bystrow 66' · Aleksandr Kierżakow 78' | A. Le Coq Arena, Tallinn · Widzów: 11 000 · Sędzia: Darko Čeferin ( Słowenia) · |
|                         |         |       |                                                        |                                                                                 |

| 24 marca 2007 19:30 CET | Izrael | 0:0en | Anglia | Stadion Ramat Gan, Ramat Gan · Widzów: 45 000 · Sędzia: Tom Henning Øvrebø ( Norwegia) · |
|                         |        |       |        |                                                                                          |

| 24 marca 2007 20:15 CET | Chorwacja · Darijo Srna 58' · Eduardo 88' | 2:1en | Macedonia Północna · Goce Sedłoski 36' | Maksimir, Zagrzeb · Widzów: 20 000 · Sędzia: Konrad Plautz ( Austria) · |
|                         |                                           |       |                                        |                                                                         |

| 28 marca 2007 20:30 CET | Izrael · Iddan Tal 19' · Roberto Colautti 29' · Ben Sahar 77' 80' | 4:0en | Estonia | Stadion Ramat Gan, Ramat Gan · Widzów: 23 658 · Sędzia: Cüneyt Çakır ( Turcja) · |
|                         |                                                                   |       |         |                                                                                  |

| 28 marca 2007 20:00 CET | Andora | 0:3en | Anglia · Steven Gerrard 54' 76' · David Nugent 90+2' | Olímpic Lluís Companys, Barcelona · Widzów: 12 800 · Sędzia: Bruno Paixão ( Portugalia) · |
|                         |        |       |                                                      |                                                                                           |

| 2 czerwca 2007 20:30 CET | Estonia | 0:1en | Chorwacja · Eduardo 32' | A. Le Coq Arena, Tallinn · Widzów: 10 000 · Sędzia: Viktor Kassai ( Węgry) · |
|                          |         |       |                         |                                                                              |

| 2 czerwca 2007 17:00 CET | Rosja · Aleksandr Kierżakow 8' 16' 49' · Dmitrij Syczow 71' | 4:0en | Andora | Stadion Pietrowski, Petersburg · Widzów: 21 000 · Sędzia: Tommy Skjerven ( Norwegia) · |
|                          |                                                             |       |        |                                                                                        |

| 2 czerwca 2007 19:30 CET | Macedonia Północna · Aco Stojkow 13' | 1:2en | Izrael · Barak Jicchaki 11' · Roberto Colautti 44' | Stadion Miejski, Skopje · Widzów: 15 000 · Sędzia: Knut Kircher ( Niemcy) · |
|                          |                                      |       |                                                    |                                                                             |

| 6 czerwca 2007 18:00 CET | Andora | 0:2en | Izrael · Toto Tamuz 37' · Roberto Colautti 53' | Estadio Comunal, Andora · Widzów: 618 · Sędzia: Ian Stokes ( Irlandia) · |
|                          |        |       |                                                |                                                                          |

| 6 czerwca 2007 20:30 CET | Chorwacja | 0:0en | Rosja | Maksimir, Zagrzeb · Widzów: 38 000 · Sędzia: Ľuboš Micheľ ( Słowacja) · |
|                          |           |       |       |                                                                         |

| 6 czerwca 2007 20:30 CET | Estonia | 0:3en | Anglia · Joe Cole 37' · Peter Crouch 54' · Michael Owen 62' | A. Le Coq Arena, Tallinn · Widzów: 11 000 · Sędzia: Grzegorz Gilewski ( Polska) · |
|                          |         |       |                                                             |                                                                                   |

| 22 sierpnia 2007 18:00 CET | Estonia · Raio Piiroja 34' · Indrek Zelinski 90+2' | 2:1en | Andora · Fernando Silva 87' | A. Le Coq Arena, Tallinn · Widzów: 10 000 · Sędzia: Adrian Mccourt ( Irlandia Północna) · |
|                            |                                                    |       |                             |                                                                                           |

| 8 września 2007 17:00 CET | Rosja · W. Bieriezucki 8' · Arszawin 84' · Kierżakow 88' | 3:0en | Macedonia Północna | Stadion Lokomotiwu, Moskwa · Sędzia: Øvrebø ( Norwegia) |
|                           |                                                          |       |                    |                                                         |

| 8 września 2007 18:00 CET | Anglia · Wright-Phillips 20' · Owen 49' · Richards 66' | 3:0en | Izrael | Stadion Wembley, Londyn · Sędzia: Vink ( Holandia) |
|                           |                                                        |       |        |                                                    |

| 8 września 2007 20:30 CET | Chorwacja · Eduardo 39' 45+1' | 2:0en | Estonia | Maksimir, Zagrzeb · Sędzia: Laperrière ( Szwajcaria) |
|                           |                               |       |         |                                                      |

| 12 września 2007 18:00 CET | Andora | 0:6en | Chorwacja · Srna 34' · Petrić 38' 44' · Kranjčar 49' · Eduardo 55' · Rakitić 64' | Estadio Comunal, Andora · Widzów: 200 · Sędzia: Thual ( Francja) |
|                            |        |       |                                                                                  |                                                                  |

| 12 września 2007 20:30 CET | Macedonia Północna · Maznow 30' | 1:1en | Estonia · Piiroja 17' | Stadion Miejski, Skopje · Widzów: 5 000 · Sędzia: Trattou ( Cypr) |
|                            |                                 |       |                       |                                                                   |

| 12 września 2007 21:00 CET | Anglia · Owen 7' 31' · Ferdinand 84' | 3:0en | Rosja | Stadion Wembley, Londyn · Widzów: 86 106 · Sędzia: Hansson ( Szwecja) |
|                            |                                      |       |       |                                                                       |

| 13 października 2007 | Anglia · Wright-Phillips 11' · Rooney 32' · Rähn 33' (sam.) | 3:0en | Estonia | Stadion Wembley, Londyn Sędzia: Nicolai Vollquartz |
|                      |                                                             |       |         |                                                    |

| 13 października 2007 | Chorwacja · Eduardo 52' | 1:0en | Izrael | Maksimir, Zagrzeb · Sędzia: Wolfgang Stark ( Niemcy) |
|                      |                         |       |        |                                                      |

| 17 października 2007 | Macedonia Północna · Naumoski 30' · Sedłoski 44' · Pandew 59' | 3:0en | Andora | Gradski, Skopje · Sędzia: Paulius Malžinskas ( Litwa) |
|                      |                                                               |       |        |                                                       |

| 17 października 2007 | Rosja · Pawluczenko 69' (k) 73' | 2:1en | Anglia · Rooney 29' | Stadion Łużniki, Moskwa · Sędzia: Luis Medina Cantalejo ( Hiszpania) |
|                      |                                 |       |                     |                                                                      |

| 17 listopada 2007 18:00 CET | Andora | 0:2 | Estonia · Oper 31' · Lindpere 60' | Estadi Comunal, Andora · Sędzia: Collum ( Szkocja) |
|                             |        |     |                                   |                                                    |

| 17 listopada 2007 19:00 CET | Izrael · Barda 10' · Golan 90+2' | 2:1 | Rosja · Bilaletdinow 61' | Ramat Gan, Tel Awiw-Jafa · Sędzia: Farina ( Włochy) |
|                             |                                  |     |                          |                                                     |

| 17 listopada 2007 20:00 CET | Macedonia Północna · Maznow 71' · Naumoski 83' | 2:0 | Chorwacja | Gradski, Skopje · Sędzia: De Bleeckere ( Belgia) |
|                             |                                                |     |           |                                                  |

| 21 listopada 2007 | Izrael · Barda 35' | 1:0 | Macedonia Północna | Ramat Gan, Tel Awiw-Jafa · Sędzia: Mikulski ( Polska) |
|                   |                    |     |                    |                                                       |

| 21 listopada 2007 | Andora | 0:1 | Rosja · Syczow 39' | Estadi Comunal, Andora · Sędzia: Hauge ( Norwegia) |
|                   |        |     |                    |                                                    |

| 21 listopada 2007 | Anglia · Lampard 56' (k) · Crouch 65' | 2:3 | Chorwacja · Kranjčar 8' · Olić 14' · Petrić 77' | Stadion Wembley, Londyn · Sędzia: Fröjdfeldt ( Szwecja) |
|                   |                                       |     |                                                 |                                                         |